# M² (album)
M² è un album di Marcus Miller pubblicato nel 2001 e vincitore nel 2002 del Grammy Award al miglior album jazz contemporaneo.

## Tracce
1. Power – 4:37
2. Lonnie's Lament (John Coltrane) – 5:39
3. Boomerang – 5:49
4. Nikki's Groove – 3:28
5. Goodbye Pork Pie Hat (Charles Mingus) – 3:34
6. Ozell (Interlude 1) – 0:48
7. Burning Down The House (David Byrne, Jerry Harrison, Chris Frantz, Tina Weymouth) – 6:54
8. It's Me Again – 6:05
9. Cousin John – 4:42
10. Ozell (Interlude 2) – 0:39
11. 3 Deuces – 5:51
12. Red Baron (Billy Cobham) – 6:38
13. Ozell (Interlude 3) – 1:01
14. Your Amazing Grace – 7:43
15. Boomerang Reprise – 1:54

## Musicisti
- Poogie Bell – batteria
- Hiram Bullock – chitarra
- Mino Cinelu – percussioni
- Vinnie Colaiuta – batteria in It's Me Again
- Larry Corbett – violoncello
- Joel Derouin – violino
- Djavan – voce, scat
- Matt Funes – viola
- Kenny Garrett – sax alto
- Herbie Hancock – pianoforte
- David Isaac – triangolo, produzione, overdubs, campanaccio, Mixaggio, co-produzione, effetti d'acqua
- Paul Jackson, Jr. – chitarra acustica
- Chaka Khan – voce
- Hubert Laws – flauto, assoli
- Branford Marsalis – Sax soprano, assoli
- Marcus Miller – sintetizzatore, basso, voce, produzione, produzione esecutiva, vocoder, programmazione ritmica, Wurlitzer
- Maceo Parker  – Sax alto, assoli
- Raphael Saadiq  – voce in Boomerang
- Wayne Shorter  – sax soprano
- Leroy Taylor  – basso synth
- Fred Wesley  – trombone
- Lenny White  – percussioni, bass synth
- Bernard Wright  – organo, Fender Rhodes